# Игор Могне
Игор де Араужо Могне (порт. Igor de Araújo Mogne; Мапуто, 1. август 1996) мозамбикански је пливач чија специјалност су трке слободним  стилом. Вишеструки је национални првак и рекордер, учесник Олимпијских игара и светских и афричких првенстава. 
Члан је пливачког клуба Спортинг из Лисабона.

## Спортска каријера
Могне је пливање почео да тренира веома рано, још као шестогодишњи дечак у родном Мапуту, а већ две године касније започео је и са првим такмичењима. као десетогодишњак је први пут наступио на неком пливачком такмичењу ван Мозамбика. Први значајнији успех у каријери је постигао на Афричким омладинским играма 2009, где је освојио две бронзане медаље у тркама штафета на 4×100 слободно и 4×100 мешовито. На међународној пливачкој сцени је дебитовао 2014, прво као члан репрезентације Мозамбика на Играма комонвелта у Глазгову, а потом и на Светском првенству у малим базенима у Дохи. 
На светским првенствима у великим базенима је дебитовао у Казању 2015, а такмичио се и на првенствима у Будимпешти 2017. и Квангџуу 2019. године. Најбољи резултат на светским првенствима му је било 29. место у квалификацијама трке на 400 слободно, на првенству у Квангџуу.  
Био је део мозамбичког олимписјког тима на ЛОИ 2016. у Рију, као једини мушки представник у пливању. Пливао је у квалификацијама трке на 100 слободно, а његово време од 50,65 секунди је било довољно тек за 45. место у укупном поретку. 
Наступао је и на Афричким играма у Бразавилу 2015. и Рабату 2019, те на Играма комонвелта у Гоулд Коусту 2018. године. 